# Naruszewka
Naruszewka – rzeka, prawy dopływ Wkry o długości 23,7 km. 
Płynie w kierunku wschodnim. Mija miejscowości: Radzyminek, Jeżewo, Bogusławice, Poczernin, w miejscowości Szczytno przepływa pod drogą krajową nr 7. Płynąc dalej, mija miejscowości Nowe Wrońska, Proboszczewice i Stara Wrona, a po minięciu wsi Nowa Wrona wpada do Wkry.